# Mount Dater
Mount Dater är ett berg i Antarktis. Det ligger i Västantarktis. Argentina, Chile och Storbritannien gör anspråk på området. Toppen på Mount Dater är 1 200 meter över havet, eller 689 meter över den omgivande terrängen. Bredden vid basen är 3,3 km.
Terrängen runt Mount Dater är varierad. Trakten är obefolkad. Det finns inga samhällen i närheten.